# Metopius nigrator
Metopius nigrator là một loài tò vò trong họ Ichneumonidae.